# Frantz Rosenberg
Frantz Munch Rosenberg (ur. 27 stycznia 1883 w Kristianii, zm. 18 stycznia 1956 tamże) – norweski strzelec, olimpijczyk.
Uczestnik Letnich Igrzysk Olimpijskich 1912, na których wystartował w jednej konkurencji. Zajął 24. miejsce w trapie (startowało 61 strzelców).
Autor trzech książek z tematyki strzelectwa i łowiectwa:
- Storvildtjagt i Britisk Østafrika:optegnelser om dyr- og folkeliv fra en jagtreise rundt Keniaberget og i grænsetraktene mot Abyssinien (1916)[2],
- Storvildtjagt i Norge og Alaska (1926)[3],
- Skytterliv:skytterens abc (1952)[4].

## Wyniki

### Igrzyska olimpijskie
| Igrzyska       | Konkurencja | Wynik              | Miejsce | Źródło |
| -------------- | ----------- | ------------------ | ------- | ------ |
| Sztokholm 1912 | Trap        | 81 pkt. (15–24–42) | 24      | [ 1 ]  |